# Pavel (Ponomarjov)
Pavel (světským jménem: Georgij Vasiljevič Ponomarjov; * 19. února 1952, Karaganda) je kazašský duchovní Ruské pravoslavné církve, arcibiskup, metropolita krutický a kolomenský a patriarchální představený moskevské metropole.

## Život
Narodil se 19. února 1952 v Karagandě.
Po střední škole absolvoval povinnou vojenskou službu. Po demobilizaci pracoval jako řidič a mechanik. Studoval na odborné škole.
V letech 1973–1976 studoval na Moskevském duchovním semináři.
V říjnu 1977 byl přijat do Trojicko-sergijevské lávry a 17. prosince 1977 byl postřižen na monacha a přijal mnišské jméno Pavel na počest svatého apoštola Pavla.
Dne 5. března 1978 byl arcibiskupem Volodymyrem (Sabodanem) rukopoložen na hierodiakona a 6. května na jeromonacha.
Roku 1979 se stal referentem Oddělení vnějších církevních vztahů Moskevského patriarchátu, zde působil do roku 1981.
Roku 1980 dokončil studium na Moskevské duchovní akademii.
Od září 1981 byl členem Ruské duchovní misie v Jeruzalémě. Od července 1982 byl zástupcem vedoucího misie.
Roku 1983 byl jeruzalémským patriarchou Diodorem povýšen na igumena a roku 1986 na archimandritu.
Od července 1986 do července 1988 byl vedoucím misie.
Roku 1988 byl jmenován představeným Pskovo-pečerského monastýru.
Dne 19. února 1992 jej Svatý synod zvolil biskupem zarajským, správcem Patriarchálních farností v USA a dočasným správcem Patriarchálních farností v Kanadě.
Dne 21. března 1992 byl oficiálně jmenován biskupem a o den později proběhla v chrámu Zjevení Páně v Moskvě jeho biskupská chirotonie. Světiteli byli patriarcha moskevský Alexij II., metropolita krutický a kolomenský Juvenalij (Pojarkov), metropolita rostovský a novočerkasský Volodymyr (Sabodan), metropolita pskovský a velikolukský Vladimir (Kotljarov), arcibiskup solněčnogorský Sergij (Fomin), biskup istrijský Arsenij (Jepifanov) a biskup podolský Viktor (Pjankov).
Dne 29. prosince 1999 byl ustanoven biskupem vídeňským a rakouským.
Dne 19. dubna 2000 byly farnosti v Maďarsku přeměněny na samostatnou budapešťskou eparchii a získal titul biskup vídeňský a budapešťský.
Dne 23. února 2001 byl povýšen na arcibiskupa.
Dne 7. května 2003 byl ustanoven arcibiskupem rjazaňským a kasimovským.
Dne 5. října 2011 mu byl změněn titul na arcibiskup rjazaňský a michajlovský a 6. října byl jmenován hlavou nové rjazaňské metropole. Dne 8. října byl povýšen na metropolitu.
Dne 25. prosince 2013 byl jmenován metropolitou minským a sluckým, patriarchálním exarchou celého Běloruska.
Dne 23. října 2014 mu byl změněn titul na metropolita minský a zaslavský.
Dne 25. srpna 2020 byl osvobozen od funkce exarchy Běloruska a ustanoven metropolitou jekatěrinodarským a kubáňským, hlavou kubáňské metropole.
Dne 15. dubna 2021 byl jmenován metropolitou krutickým a kolomenským, patriarchálním představeným moskevské metropole, stálým členem Svatého synodu.
Dne 17. června 2021 se stal předsedou Církevní veřejné rady pod patriarchou Moskvy a celé Rusi za zvěčnění památky Novomučedníků a vyznavačů ruských.
Dne 21. října 2021 se stal rektorem Ruské pravoslavné univerzity.
Od 30. prosince 2021 do 30. srpna 2023 byl představeným chrámu svatého Jana Bohoslova v Moskvě.
Dne 24. března 2022 byl jmenován vedoucím Úřadu Moskevského patriarchátu pro záležitosti eparchií v blízkých zahraničních zemích. Byl zařazen do Vyšší církevní rady.
Dne 11. ledna 2023 byl osvobozen od funkce rektora univerzity.